# Nathaniel Orr

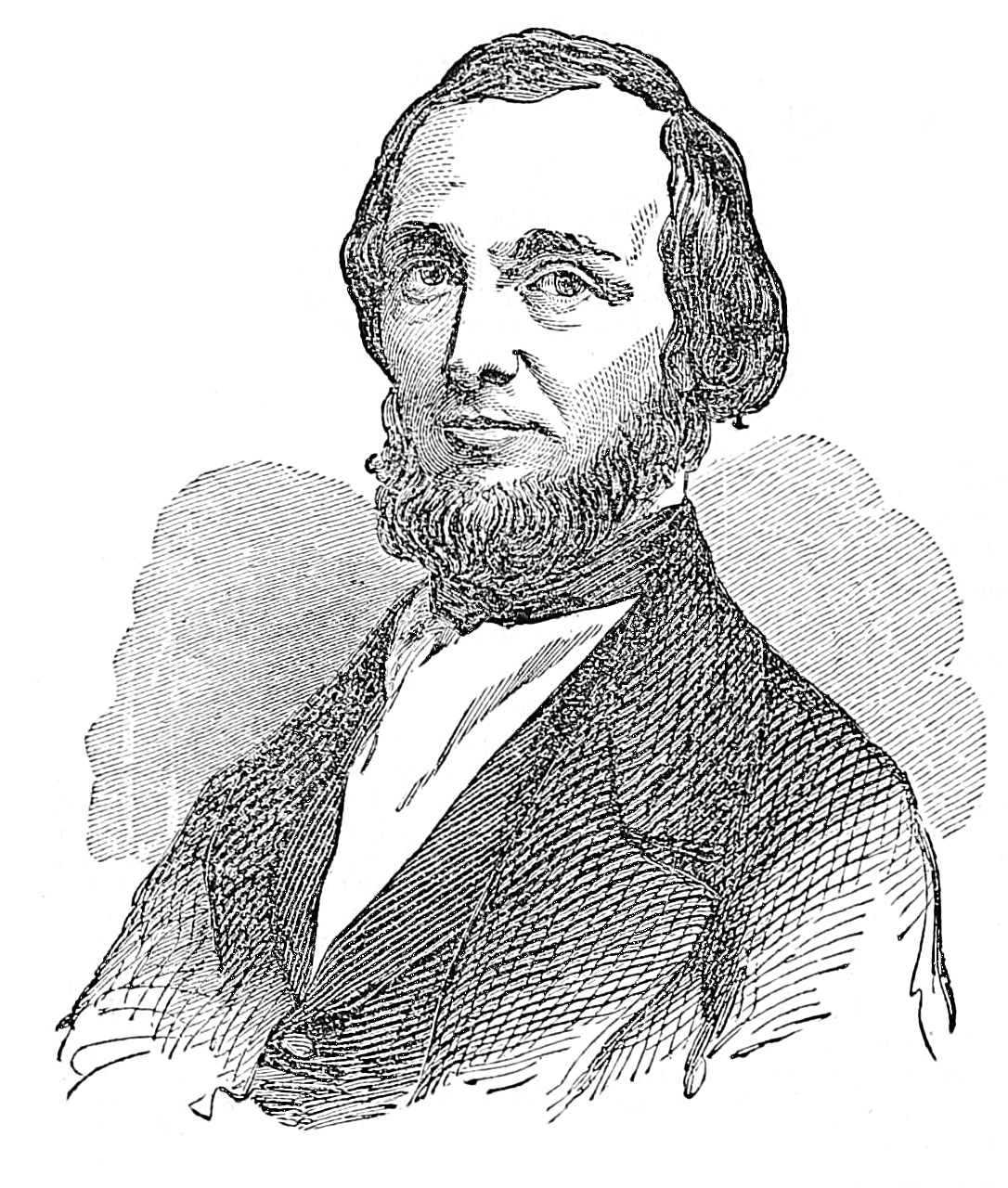
Nathaniel Orr, 1858

Nathaniel Orr (* 26. März 1822 in London, Ontario, Kanada; † 7. November 1908 in Melrose, Florida) war ein US-amerikanischer Xylograf.

## Leben
Orr war ein Sohn des aus Irland eingewanderten Nathaniel Orr und dessen Ehefrau May Ann, geborene Donaldson. Nach der Schule, die er in Buffalo, New York, besucht hatte, erlernte er das Handwerk eines Holzstechers bei John H. Hall in Albany, New York. In Albany gründete er seine eigene Firma, die er nach New York City verlegte. Dort avancierte sein Betrieb zu einem angesehenen Zentrum der Buch- und Zeitungsillustration.
Am 20. April 1846 heiratete Orr die Schriftstellerin und Journalistin Elisabeth Holmes (1825–1909) aus Albany County, New York. Seine Frau wurde Mutter von sieben Kindern, von denen drei das Erwachsenenalter erreichten. Sie war Autorin verschiedener Bücher, darunter The Belle Heiress (Auburn/New York, 1849), schrieb Geschichten für Zeitungen und verfasste Artikel für Journale. Auch dichtete sie.
1888 zog sich Orr aus dem aktiven Geschäftsleben zurück. Zu Wohlstand gekommen, verbrachte er die Sommermonate in einem Herrenhaus im Ho-Ho-Kus, New Jersey, die Wintermonate in Melrose, Florida, wo er im Alter von 86 starb.